# Maison située 37 rue Kraljevića Marka à Novi Sad
La maison avec jardin située 37 rue Kraljevića Marka à Novi Sad (en serbe cyrillique : Кућа с окућницом у Ул. Краљевића Марка бр.37, Нови Сад ; en serbe latin : Kuća s okućnicom u Ul. Kraljevića Marka br.37, Novi Sad) est située à Novi Sad, la capitale de la province autonome de Voïvodine, en Serbie. En raison de sa valeur patrimoniale, elle est inscrite sur la liste des monuments culturels protégés de la République de Serbie (identifiant n° SK 1594).